# 美因河畔采尔
美因河畔采尔（德語：Zell am Main，官方拼写为，發音：[ˈtsɛl ʔam ˈmaɪn]）是德国巴伐利亚州下弗兰肯行政区维尔茨堡县的市镇，面积9.95平方千米，2023年12月31日人口为4,483人。